# Swiss Indoors 2023
Swiss Indoors 2023 byl tenisový turnaj na mužském profesionálním okruhu ATP Tour, hraný v St. Jakobshalle. Padesátý druhý ročník Swiss Indoors probíhal mezi 23. až 29. říjnem 2023 ve švýcarské Basileji na krytých dvorcích s povrchem GreenSet.
Turnaj dotovaný 2 345 955 eury patřil do kategorie ATP Tour 500. Nejvýše nasazeným singlistou se stal šestý tenista světa Holger Rune z Dánska. V semifinále podlehl Augeru-Aliassimemu, který vyřadil turnajovou jedničku v této fázi basilejské události podruhé za sebou. Jako poslední přímý účastník do dvouhry nastoupil srbský 54. hráč žebříčku Dušan Lajović. V důsledku invaze Ruska na Ukrajinu na konci února 2022 řídící organizace tenisu ATP, WTA a ITF s grandslamy rozhodly, že ruští a běloruští tenisté mohli dále na okruzích startovat, ale do odvolání nikoli pod vlajkami Ruska a Běloruska.
Pátý singlový titul na okruhu ATP Tour vybojoval 23letý Félix Auger-Aliassime, který poprvé v kariéře obhájil trofej. Posledním Kanaďanem, jemuž se před ním obhajoba podařila, byl Milos Raonic na SAP Open v letech 2012–2013. Čtyřhru ovládli Mexičan Santiago González s Francouzem Édouard Roger-Vasselin a získali čtvrtou společnou trofej.

## Rozdělení bodů a finančních odměn

### Rozdělení bodů
| Soutěž  | Soutěž      | vítězové | finalisté | semifinalisté | čtvrtfinalisté | 16 v kole | 32 v kole | Q  | Q2 | Q1 |
| ------- | ----------- | -------- | --------- | ------------- | -------------- | --------- | --------- | -- | -- | -- |
| dvouhra | [ 6 ] [ 7 ] | 500      | 300       | 180           | 90             | 45        | 0         | 20 | 10 | 0  |
| čtyřhra | [ 7 ] [ 8 ] | 500      | 300       | 180           | 90             | 0         | —         | 45 | 25 | —  |

### Finanční odměny
| Soutěž                              | Soutěž      | vítězové  | finalisté | semifinalisté | čtvrtfinalisté | 16 v kole | 32 v kole | Q2      | Q1      |
| ----------------------------------- | ----------- | --------- | --------- | ------------- | -------------- | --------- | --------- | ------- | ------- |
| dvouhra                             | [ 2 ] [ 6 ] | 410 660 € | 220 950 € | 117 760 €     | 60 165 €       | 32 115 €  | 17 130 €  | 8 780 € | 4 925 € |
| čtyřhra                             | [ 7 ] [ 8 ] | 134 890 € | 71 940 €  | 36 400 €      | 18 200 €       | 9 420 €   | —         | —       | —       |
| částka ve čtyřhře je uvedena na pár |             |           |           |               |                |           |           |         |         |

## Dvouhra

### Nasazení
| Stát                          | Hráč                  | ATP | Nasazení |
| ----------------------------- | --------------------- | --- | -------- |
| Dánsko                        | Holger Rune           | 6.  | 1.       |
| Norsko                        | Casper Ruud           | 8.  | 2.       |
| USA                           | Taylor Fritz          | 10. | 3.       |
| Polsko                        | Hubert Hurkacz        | 11  | 4.       |
| Austrálie                     | Alex de Minaur        | 13. | 5.       |
| Kanada                        | Félix Auger-Aliassime | 17. | 6.       |
| Chile                         | Nicolás Jarry         | 21. | 7.       |
| USA                           | Sebastian Korda       | 23. | 8.       |
| Žebříček ATP k 16. říjnu 2023 |                       |     |          |

### Jiné formy účasti
Následující hráči obdrželi divokou kartu do hlavní soutěže:
- Félix Auger-Aliassime
- Dominic Stricker
- Leandro Riedi

Následující hráč obdržel zvláštní výjimku:
- Marcos Giron

Následující hráči postoupili z kvalifikace:
- Benjamin Hassan
- Christopher O'Connell
- Alexandr Ševčenko
- Botic van de Zandschulp

Následující hráč postoupil z kvalifikace jako šťastný poražený:
- Thiago Seyboth Wild

#### Odhlášení
před zahájením turnaje
- Carlos Alcaraz → nahradil jej  Stan Wawrinka
- Alejandro Davidovich Fokina → nahradil jej  Yannick Hanfmann
- Laslo Djere → nahradil jej  Thiago Seyboth Wild
- Milos Raonic → nahradil jej  Miomir Kecmanović

## Čtyřhra

### Nasazení
| Stát                                                                                   | Hráč              | Stát        | Hráč                   | ATP | Nasazení |
| -------------------------------------------------------------------------------------- | ----------------- | ----------- | ---------------------- | --- | -------- |
| Chorvatsko                                                                             | Ivan Dodig        | USA         | Austin Krajicek        | 3.  | 1.       |
| Argentina                                                                              | Máximo González   | Argentina   | Andrés Molteni         | 23. | 2.       |
| Mexiko                                                                                 | Santiago González | Francie     | Édouard Roger-Vasselin | 27. | 3.       |
| Spojené království                                                                     | Jamie Murray      | Nový Zéland | Michael Venus          | 37. | 4.       |
| Žebříček ATP k 16. říjnu 2023; číslo je součtem žebříčkového postavení obou členů páru |                   |             |                        |     |          |

### Jiné formy účasti
Následující páry obdržely divokou kartu do hlavní soutěže:
- Mika Brunold /  Marc-Andrea Hüsler
- Leandro Riedi /  Dominic Stricker

Následující pár postoupil z kvalifikace:
- Constantin Frantzen /  Hendrik Jebens

Následující pár postoupil z kvalifikace jako šťastný poražený:
- Nikola Ćaćić /  Victor Vlad Cornea

### Odhlášení
před zahájením turnaje
- Marcel Granollers /  Horacio Zeballos → nahradili je  Nikola Ćaćić /  Victor Vlad Cornea

## Přehled finále

### Mužská dvouhra
- Félix Auger-Aliassime vs.  Hubert Hurkacz, 7–6(7–3), 7–6(7–5)

### Mužská čtyřhra
- Santiago González /  Édouard Roger-Vasselin vs.  Hugo Nys /  Jan Zieliński, 6–7(8–10), 7–6(7–3), [10–1]